# مارك 4 (قنبلة نووية)
القنبلة النووية مارك 4 هي عبارة عن تصميم للقنبلة النووية الأمريكية أنتجت في عام 1949 واستخدمت حتى عام 1953.

## التصميم
اعتمد تصميم مارك 4 على تصميم مارك 3 الرجل البدين المستخدم في اختبار ترينيتي وتفجير ناجازاكي. كان مارك 3 مصنوع يدوياً بشكل أساسي وشكل في زمن الحرب. استخدم مارك 4 أساسا نفس المبادئ الأساسية (المواد وأبعاد والمكونات المتفجرة) ولكنه أعيد هندسته ليكون أكثر أمان وأسهل في الإنتاج. كانت الفكرة الأساسية هي أن «الأسلحة النووية» تحمي الأسلحة النووية الحساسة.
كان مارك 4 يبلغ 60 بوصة (1.5 متر) وقطره 128 بوصة (3.3 متر) وهي نفس الأبعاد الأساسية لمارك 3. وكان وزنه أكثر قليلاً من 10800 إلى 10,900 رطل (4,900 إلى 4,940 كجم) اعتماداً على العلامة المحددة نسخة 4. (كان وزن مارك 3 10,200 رطل أو 4,630 كجم).
بالإضافة إلى كونه أسهل في التصنيع أدخل مارك 4 مفهوم إدخال الطيران وهو مفهوم سلامة الأسلحة الذي تم استخدامه لعدد من السنوات. لتسليح القنبلة يتم إدخال المواد النووية الانشطارية في قلب القنبلة من خلال جزء قابل للإزالة من مجموعة عدسات متفجرة والتي يتم استبدالها ثم يتم إغلاق السلاح وتسليحه.
تستخدم نماذج مارك 4 اليورانيوم المركب والبلوتونيوم الانشطاري.
إلى جانب كونه نواة مركبة كان أول سلاح يعتمد على الانفجار الداخلي المتعرج. كان لهذه الأسلحة المبكرة حفرة قابلة للإزالة تسمى حفرة مفتوحة. تم تخزينها بشكل منفصل في كبسولة خاصة تسمى قفص العصافير.

## التاريخ التشغيلي
تم إنتاج ما مجموعه 550 قنبلة نووية من نوع مارك 4 . وقد خلف مارك 6 مارك 4 والذي كان مشابه له بشكل عام ولكنه أفضل منه.

## رأس الصاروخ مارك 4
رأس الصاروخ مارك 4 مخصص لصاروخ كروز وتم إلغاء تصميم رأس الصاروخ مارك 4 في عام 1951.